# 에우프락시아
에우프락시아(Eupraxia)는 고대 그리스 종교에서 만족스러운 삶의 화신이었다.
그녀는 다른 두 개의 의인, 페이타르키아와 소테르의 딸인 속담을 인용한 아이스킬로스에 의해 한 번 언급된다.